# Кохтовец
Кохтовец (устар. Кохтовязь) — река в России, протекает по Пестяковскому и Верхнеландеховскому районам Ивановской области. Устье реки находится в 53 км по левому берегу реки Ландех. Длина реки составляет 10 км. Не судоходна.
Исток реки у деревни Худяково в 7 км к северо-востоку от посёлка Пестяки. Течёт на северо-запад, вблизи реки деревни Гуляево, Курмыш, Кузьминка, Фёдоровка, Конашино. Крупнейший приток — Кохтовязь (правый). Впадает в Ландех у деревни Лопоухи.

## Данные водного реестра
По данным государственного водного реестра России относится к Окскому бассейновому округу, водохозяйственный участок реки — Клязьма от города Ковров и до устья, без реки Уводь, речной подбассейн реки — бассейны притоков Оки от Мокши до впадения в Волгу. Речной бассейн реки — Ока.
Код объекта в государственном водном реестре — 09010301112110000033822.